# Tomohiro Oura
Tomohiro Oura (japonés: 大浦　智弘, Tomohiro Oura; Miyagi, Japón, 4 de julio de 1977). Director de orquesta japonés de Música clásica.

## Biografía
Estudió en la Universidad de Tokyo Gakugei en Tokio graduándose en 2001.

## Características
En 2015, dirigió el Concierto de Año Nuevo del centro cívico de Hitachi.